# 高身樸麗魚
高身樸麗魚，為輻鰭魚綱鱸形目隆頭魚亞目慈鯛科樸麗魚屬的其中一種，分布於非洲維多利亞湖流域，棲息深度可達10公尺，體長可達7.7公分，棲息在沙底質水域，生活習性不明。

## 擴展閱讀
維基物種上的相關：高身樸麗魚